# 苑庄灯影台
苑庄灯影台，位于中国河北省张家口市蔚县涌泉庄乡苑家庄村南，为一座清代古建筑，已公布为省级文物保护单位。
苑庄灯影台为龙王庙、龙亭附属建筑，座南朝北，长6米，宽2米，高4米，占地面积14平方米，卷棚顶。
2001年2月7日，苑庄灯影台由河北省人民政府公布为河北省第四批文物保护单位。